# Аргифија
Аргифија (грч. Ἀργυφίης) је била једна од супруга Египта, краља Старог Египта. 

## Легенда
Била је супруга краља Египта и мајка шест принчева: Линкеја, Протеја, Бусириса, Енкелада, Лика и Дајфрона. Њене синове, све осим Линкеја, су ожениле и убиле њихове рођаке-супруге, ћерке либијског краља Данаја током брачне ноћи. Преживели принц се удружио са Хипермнестром и постао претеча знаменитих Аргивљана: Акрисије, Данаја, Персеја, Херакла и других. Према Хипострату, Египт је имао потомство и са Еуриром, ћерком речног Бога Нила. Према неким извештајима се дружио са Исаијом, ћерком свог ујака Агенора, краља Тира.